# William Muir
William Muir (27. dubna 1819 Glasgow – 11. červenec 1905 Edinburgh) byl britský úředník, historik a islamista. Své historické práce věnoval především raným dějinám islámu. Mimo jiné je autorem termínu „satanské verše“.
Větší část kariéry v letech 1837–1876 strávil ve vládních službách v Bengálsku a Indii, pak pracoval v letech 1876–1885 v Indické radě v Londýně a závěr kariéry strávil na Edinburské univerzitě.
Bratrem Williama Muira byl indolog John Muir.